# Mandala (kabupaten Kotabaru)
Mandala – wieś (desa) w kecamatanie Kelumpang Hilir, w kabupatenie Kotabaru w prowincji Borneo Południowe w Indonezji.
Miejscowość ta leży w środkowej części kecamatanu.